# Coreomyces corisae
Coreomyces corisae är en svampart som beskrevs av Thaxt. 1903. Coreomyces corisae ingår i släktet Coreomyces och familjen Laboulbeniaceae.   Inga underarter finns listade i Catalogue of Life.